# Muine Bheag
Muine Bheag  [ˈmˠɪnʲə vʲɔɡ] („Kleines Dickicht“) ist eine Kleinstadt im Südosten der Republik Irland im County Carlow. Bei der Volkszählung 2022 hatte sie 2945 Einwohner.

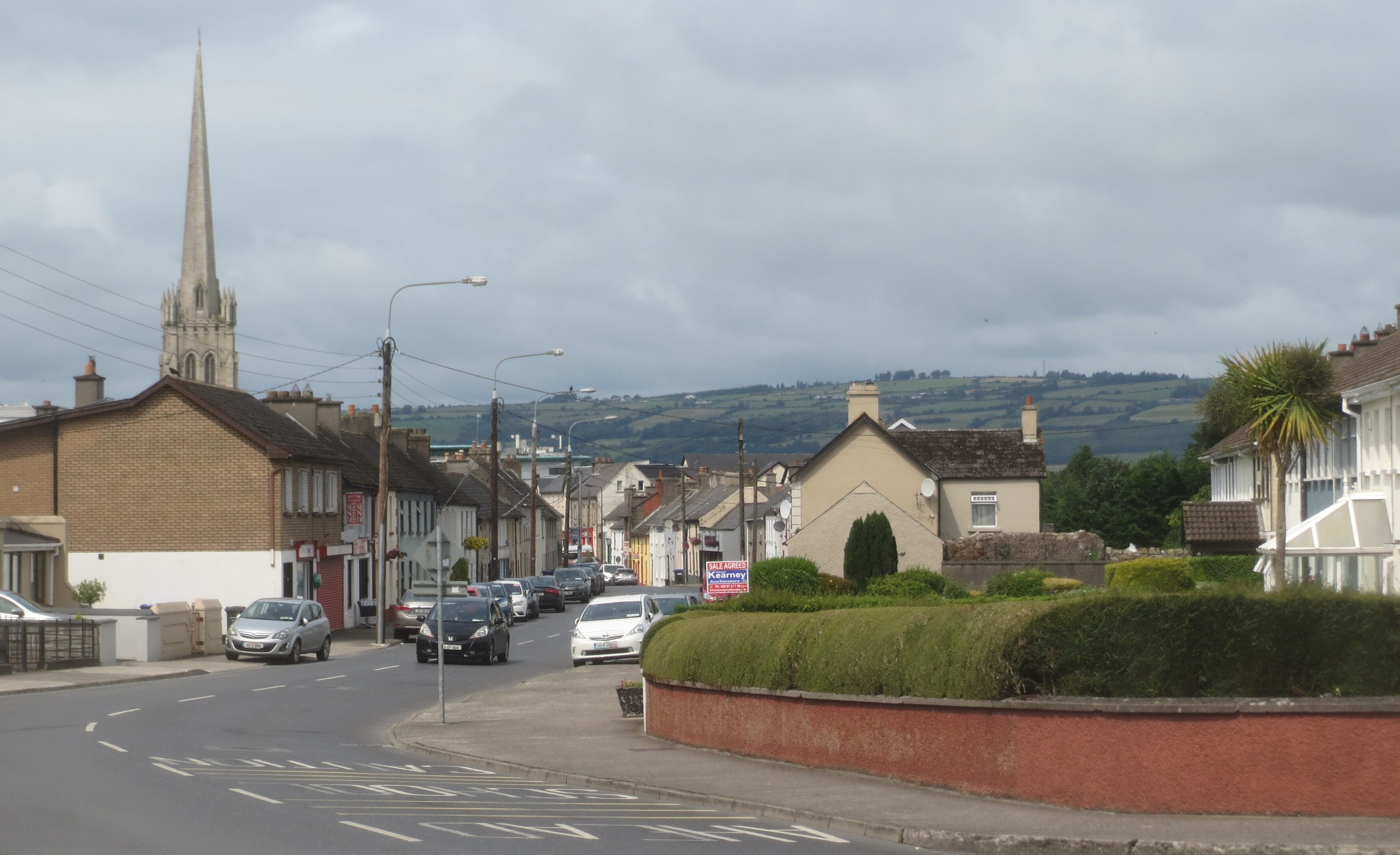
Muine Bheag, 2023

## Geschichte
Der Ort wurde zu Beginn des 18. Jahrhunderts von Lord Walter Bagenal (1670–1745), der in der Nähe seinen Sitz hatte, gegründet. Er sollte New Versailles genannt werden und Versailles nachempfunden sein. Da aber kurz danach die Hauptstraße für Kutschen verlegt wurde und schon in Leighlinbridge den River Barrow überquerte und somit am Ort vorbeiführte, gab er den Plan auf. Lediglich das Courthouse war fertiggestellt. Mit dem Bau der Bahnlinie 1846 gewann Muine  Beag (Bagenalstown) an Bedeutung und Größe.

## Name
Die Stadt wurde nach ihrem Gründer Bagenalstown benannt, aber 1932 nach einem der beiden Townlands, die den Ort bilden, in Muine Bheag umbenannt.  Die meisten Bewohner blieben jedoch beim alten Namen. Deshalb sollte 1975 eine Abstimmung die Namensänderung zurückabwickeln; die Mehrheit war dafür, aber das erforderliche Quorum von 75 % wurde nicht erreicht. Dadurch blieb der einzige offizielle Name Muine Bheag. Weiter werden die Dinge dadurch verkompliziert, dass selbst offizielle Stellen andere Schreibweisen wie Muinebeag verwenden und im Ort ansässige Firmen nur den englischen Namen benutzen.

## Lage
Muine Bheag liegt am River Barrow im County Carlow in der Civil parish Dunleckny (irisch Dún Leicne). Es besteht aus den Townlands Moneybeg (Muine Bheag) und Kilcarrig (Coill Charraige).
Von der irischen Hauptstadt Dublin ist Muine Bheag 100 km in südwestlicher Richtung entfernt. Die Autobahn M9 von Dublin nach Waterford führt auf der anderen Flussseite entlang.
An das Bahnnetz ist Muine Bheag durch die Linie von Dublin (Heuston Station) nach Kilkenny und weiter nach Waterford angeschlossen.

## Partnerstädte
Partnerstadt von Muine Bheag ist seit 1999 die Stadt Pont-Péan in der Bretagne.

## Sehenswürdigkeiten
- Drei Kilometer östlich liegt das Ballymoon Castle
- Sieben Kilometer südöstlich liegt das Ballyloughan Castle

## Persönlichkeiten
- Maurice Manning (* 1943), Politiker